# Drozd aztécký
Drozd aztécký (Ridgwayia pinicola, také Zoothera pinicola, Sclater, 1859) je pták patřící do čeledi drozdovití. Vyskytuje se zejména ve střední části Mexika v horských lesích, byl ale pozorován i v Texasu v USA. Dosahuje délky mezi 21,5–24 cm, jeho hmotnost se pak pohybuje mezi 67–88 gramy.

## Ohrožení
Odhaduje se, že populace druhu čítá méně než 50 000 jedinců. Pokles je pravděpodobně zapříčiněn úbytkem jejich stanovišť. I tak pokles není dostatečně rapidní na to, aby byl zařazen mezi zranitelné taxony. Podle IUCN se jedná o málo dotčený druh.